# Petros Eftimiu
Petros Eftimiu, gr. Πέτρος Ευθυμίου (ur. 27 marca 1950 w Larisie) – grecki polityk, dziennikarz, minister, od 1999 do 2000 poseł do Parlamentu Europejskiego, parlamentarzysta krajowy, jeden z liderów Panhelleńskiego Ruchu Socjalistycznego, były przewodniczący Zgromadzenia Parlamentarnego Organizacji Bezpieczeństwa i Współpracy w Europie.

## Życiorys
Ukończył filozofię na Uniwersytecie w Janinie. Pracował jako nauczyciel języka greckiego w szkołach średnich (do 1979), a także jako dziennikarz. Był redaktorem czasopism socjalistycznych, redaktorem naczelnym magazynu politycznego „Anti” i wieloletnim publicystą gazety „To Wima”.
W 1974 znalazł się wśród założycieli Panhelleńskiego Ruchu Socjalistycznego (PASOK). Pełnił funkcję doradcy ministra młodzieży i sportu (1982–1985).
W 1999 z listy PASOK-u uzyskał mandat posła do Parlamentu Europejskiego V kadencji. Należał do grupy socjalistycznej, pracował m.in. w Komisji ds. Zagranicznych, Praw Człowieka, Wspólnego Bezpieczeństwa i Polityki Obronnej. W PE zasiadał do 2000. Zrezygnował w związku z objęciem stanowisko ministra edukacji narodowej i spraw religijnych, które zajmował do 2004.
W 2004, 2007 i 2009 był wybierany do Parlamentu Hellenów z jednego z okręgów stołecznych. W 2009 został rzecznikiem klubu poselskiego swojego ugrupowania.
W latach 2010–2012 był przewodniczącym Zgromadzenia Parlamentarnego Organizacji Bezpieczeństwa i Współpracy w Europie (OBWE).